# Barry Jones (biskup)
Barry Philip Jones (ur. 29 września 1941 w Canterbury, zm. 13 lutego 2016 w Christchurch) – nowozelandzki duchowny rzymskokatolicki, w latach 2007–2016 biskup diecezjalny Christchurch.

## Życiorys
Święcenia kapłańskie przyjął 4 lipca 1966 w diecezji Christchurch. Udzielił ich mu ówczesny ordynariusz tej diecezji Brian Patrick Ashby. Przez wiele lat pracował jako duszpasterz parafialny, był także m.in. wicerektorem propedeutycznej części seminarium w Christchurch. W 2003 został administratorem katedry.
28 czerwca 2006 papież Benedykt XVI mianował go biskupem koadiutorem Christchurch. Sakry udzielił mu 4 października 2006 John Jerome Cunneen, u którego boku miał posługiwać jako koadiutor. 4 maja 2007 został biskupem diecezjalnym Christchurch.
Zmarł w szpitalu w Christchurch 13 lutego 2016.